# Parafia Matki Bożej Różańcowej w Chropaczowie
Parafia Matki Bożej Różańcowej – katolicka parafia w Świętochłowicach, w dzielnicy Chropaczów, w dekanacie świętochłowickim, istniejąca od 11 marca 1921 roku.

## Proboszczowie
- ks. Hugon Cedzich 1922–1938
- ks. Henryk Jośko 1938–1939
- ks. Jerzy Krzywoń 1939–1945
- ks. Antoni Godziek 1945–1947
- ks. dr Teodor Rak 1947–1969
- ks. kanonik Jan Gacka 1969–1999
- ks. Eugeniusz Pluta 1999-2020
- ks. Damian Copek od 2020